# Саут Тафт (Калифорнија)
Саут Тафт (енгл. South Taft) насељено је место без административног статуса у америчкој савезној држави Калифорнија.

## Демографија
По попису из 2010. године број становника је 2.169, што је 271 (14,3%) становника више него 2000. године.
| Група             | 2000.         | 2010.         |
| Белци             | 1.326 (69,9%) | 1.139 (52,5%) |
| Афроамериканци    | 7 (0,4%)      | 21 (1,0%)     |
| Азијати           | 2 (0,1%)      | 5 (0,2%)      |
| Хиспаноамериканци | 487 (25,7%)   | 931 (42,9%)   |
| Укупно            | 1.898         | 2.169         |